# Bibliothèque universitaire de Lund
La bibliothèque universitaire de Lund (en suédois Lunds universitetsbibliotek abrégé UB) est la bibliothèque universitaire de l'Université de Lund, en Suède et l'une des plus grandes bibliothèques universitaires en Scandinavie. C'est la principale bibliothèque du réseau des bibliothèques de l'Université de Lund (Lunds Universitets bibliotek, LUB) comprenant 33 bibliothèques réparties sur Lund, Malmö et Helsingborg. 
Elle est, avec la bibliothèque royale (à Stockholm), la seule bibliothèque de Suède à devoir conserver une copie de tout ce qui a été imprimé dans le pays (dépôt légal). Mais contrairement à la bibliothèque royale, la bibliothèque de Lund obtient ces livres par prêt entre bibliothèques. Le bâtiment principal est depuis 1994 classé monument historique.

## Histoire

### Fondation

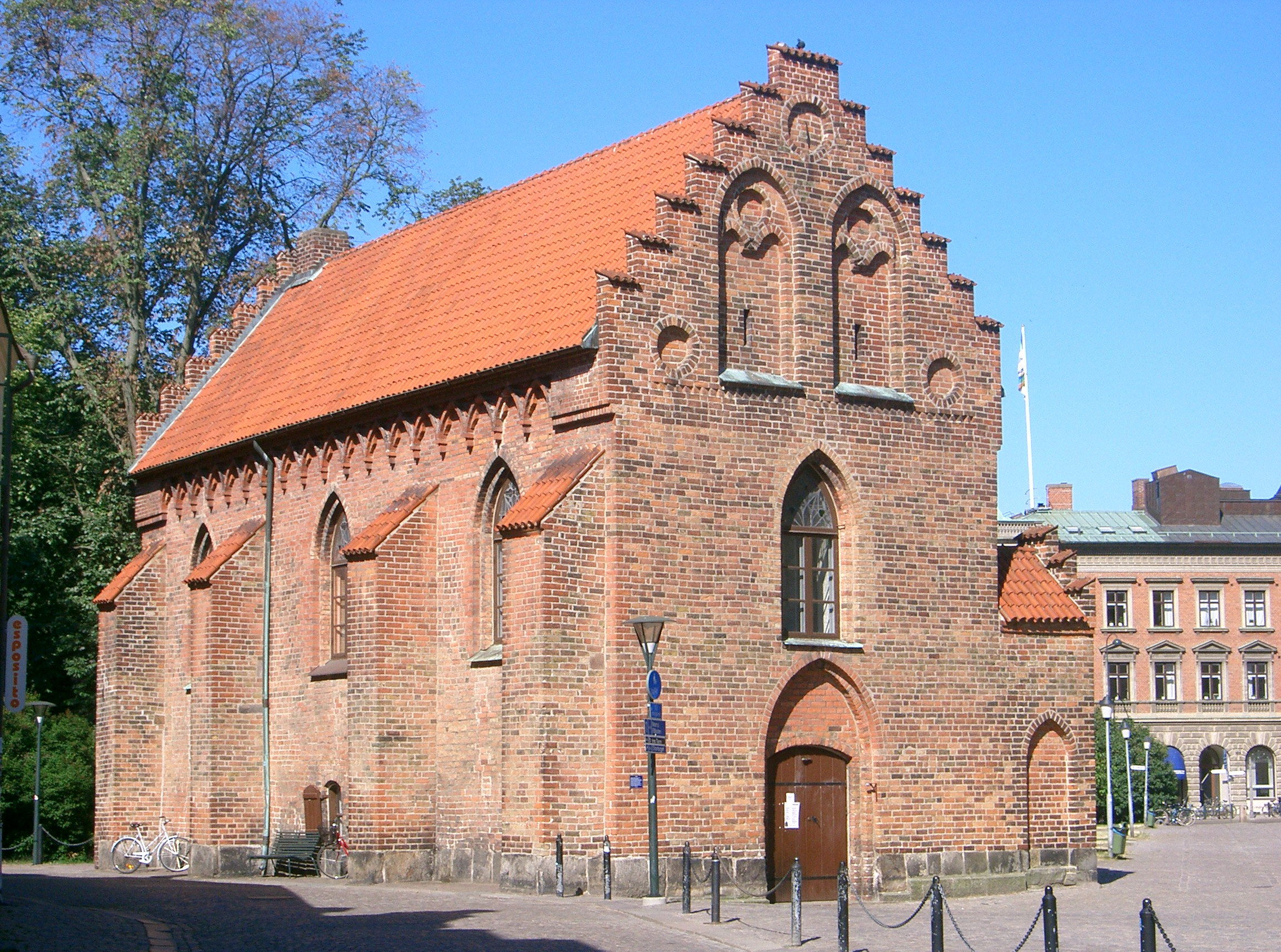
Liberiet, premiers locaux propres de la bibliothèque

La bibliothèque fut créée en même temps que l'université, en 1666. La première collection d'importance fut apportée à l'université en 1671. Ces livres furent alors conservé dans le bâtiment Liberiet. Durant la guerre de Scanie, les activités de la bibliothèque cessèrent pratiquement, et les livres furent mis à l'abri dans l'église Sankt Petri à Malmö. La bibliothèque reprit ses activités en 1682, et deux ans plus tard, Charles XI de Suède fit don de sa collection personnelle, et en 1688, il offrit le bâtiment Kungshuset à l'université. La bibliothèque s'y installa ainsi en 1690. Charles XII de Suède instaura en 1698 le droit pour la bibliothèque de recevoir une copie de chaque publication imprimée dans le royaume, ce qui fut une étape déterminante pour la bibliothèque.

### L'expansion
Entre 1802 et 1806, le bâtiment Kungshuset fut rénové, et à cette occasion, plusieurs sections de l'université déménagèrent vers des bâtiments sur Sandgatan. Entre 1801 et 1811, le poète Esaias Tegnér travailla à la bibliothèque. En 1837, le bibliothécaire en chef obtint la construction du troisième étage de Kungshuset. En 1868, pour faire face à la rapide croissance de la collection, un nouvel agrandissement du bâtiment fut demandé mais ne fut pas accordé cette fois. En 1870, une nouvelle réglementation fut mise en place, dont un des points les plus importants était la création d'une commission, pouvant se prononcer sur l'achat d'ouvrages étrangers. En 1882, lorsque l'université acquit son nouveau bâtiment principal, Kungshuset ne fut plus occupé que par la bibliothèque. Malgré il était clair que cette augmentation d'espace serait rapidement insuffisante. Une nouvelle solution temporaire fut trouvé lorsqu'une partie des ouvrages étrangers fut transféré dans le bâtiment Kuggis sur Sandgatan. En 1896, une proposition fut faite par le bibliothécaire en chef d'un complexe comprenant Kungshuset, et la construction d'un nouveau bâtiment à la place de Kuggis. Cependant, l'opinion était défavorable à cette idée, et le conseil municipal suggéra à la place un unique bâtiment sur Helgonabacken. Ainsi, en 1902 commença la construction du bâtiment actuel sur Helgonabacken, sous la direction de l'architecte Alfred Hellerström, dans un style néogothique.
En 1907, la bibliothèque prit possession de ses nouveaux locaux. Le bâtiment fut agrandi à plusieurs reprises au cours du XXe siècle. 
En 1976, un système de catalogue informatique commun à toutes les bibliothèques de Suède LIBRIS (Library Information System) fut créé, et l'informatisation de la collection fut commencée. En 1977, une filiale de la bibliothèque spécialisée dans les sciences et technologies fut ouverte, près de Lunds Tekniska Högskola.